# Callaghan
Callaghan – jednostka osadnicza w Stanach Zjednoczonych, w stanie Wirginia, w hrabstwie Alleghany.